# Alex Vinck
Alex Vinck (Boom, 21 december 1926 - Reet, 10 februari 2007) was een Belgisch historicus en auteur met specialisatie in de Boomse geschiedenis. Hij publiceerde een tiental boeken en leverde bijdragen voor andere auteurs. Met zijn kennis ondersteunde hij de historische setting van meerdere Vlaamse tv-programma's en films.

## Levensloop
Alex Vinck werd op 21 december 1926 in Boom geboren in het gezin van Cesar Vinck en Margaretha Naegels. 
Hij was veertien toen Tweede Wereldoorlog uitbrak en hij direct moest gaan werken. Na de oorlog werd hij bordenwasser in de keuken van de Engelsen. Hij werkte een tijd bij de Rijksdienst Maatschappelijke Zekerheid (RMZ) voordat hij als bureauchef aan de slag  ging in zijn geboortegemeente Boom.
Tijdens zijn leven verdiepte hij zich in de Boomse geschiedenis en schreef hij een reeks boeken over de gemeente en haar verenigingen. Hij leverde bijdragen voor meerdere brochures en tijdschriften. Hij ondersteunde ook de historische settings van meerdere Vlaamse films zoals Het Begeren, Klinkaart en Hellegat. De zenders Canvas en A.T.V. deden eveneens beroep op zijn historische kennis. 
Alex Vinck was gehuwd met Margareta "Mariette" Amelinckx (1933-2001). Eind 2006 kon hij zijn 80e verjaardag niet feestelijk vieren door een dringende operatie. Hij overleed kort nadien op 10 februari 2007 te Reet.

### Boeken
- 1972 - Zo was Boom
- 1975 - Boom, tussen de twee wereldoorlogen
- 1978 - Geschiedenis van de socialistische arbeidersbeweging te Boom - 1 - Niet beedelen, niet smeken, maar moedig gestreden
- 1979 - Geschiedenis van de socialistische arbeidersbeweging te Boom - 2 - Het rode vaandel volgen wij
- 1981 - Geschiedenis van de socialistische arbeidersbeweging te Boom - 3 - Voorwaarts en niet vergeten
- 1983 - Boom, 1940 – 1960
- 1992 - Boom, 1960 – 1980
- 1995 - Van een Boom aan de Rupel
- 1996 - 100 jaar geschiedenis van de socialistische turnkring volharding Boom, 1896 – 1996
- 1998 - Koninklijke harmonicaïsten Boom, 1898 – 1998
- 1999 - Boom, van de oudheid tot het jaar 2000
- 2001 - Fotoboek Groeten uit Boom
- 2006 - Zijn Bomenaars hondenfretters?

### Andere werken
- 2006 - Zjefke van de zjolozjie over Jozef Möller, in Ons noordje, nr. 7, p. 17-18